# Norman Angell
Sir Ralph Norman Angell Lane (ur. 26 grudnia 1872 w Holbeach (Lincolnshire), zm. 7 października 1967 w Croydon) – angielski dziennikarz, pisarz i polityk, laureat pokojowej Nagrody Nobla.

## Życiorys
Uczęszczał do angielskiej szkoły podstawowej, potem do Lycée de St. Omer w Paryżu. Rozpoczął studia na Uniwersytecie w Genewie, ale przerwał je i w 1890 wyjechał do Stanów Zjednoczonych. Tam imał się różnych zajęć: pracował jako kowboj, kopał rowy melioracyjne, roznosił pocztę, wreszcie został korespondentem gazet „Globe-Democrat” z Saint Louis i „San Francisco Chronicle”.
W 1898 powrócił do Europy i kontynuował działalność dziennikarską, zostając współwydawcą anglojęzycznego Daily Messenger w Paryżu. W 1903 ukazała się jego pierwsza książka zatytułowana Patriotism under Three Flags, w której wykorzystał obserwacje wydarzeń, które opisywał jako dziennikarz (wojna amerykańsko-hiszpańska, Afera Dreyfusa, wojny burskie). W latach 1905–1912 był redaktorem naczelnym paryskiego wydania Daily Mail.
W 1920 po powrocie do Anglii, wstąpił do Partii Pracy. W latach 1929–1931 zasiadał w Izbie Gmin. W tym samym czasie (1928–1931) był wydawcą czasopisma Foreign Affairs.
W 1933 otrzymał pokojową Nagrodę Nobla za działalność w Komitecie Wykonawczym Ligi Narodów i Narodowej Radzie Pokoju.

## Wybrane publikacje
- Patriotism under Three Flags (1903)
- The Great Illusion (1910)
- The Fruits of Victory (1921)
- Money Game (1928)
- Peace with the Dictators? (1938)
- The Steep Places (1947)
- After All (1951)